# 桑山一玄
桑山 一玄（くわやま かずはる）は、江戸時代前期の大名。大和国新庄藩3代藩主。官位は従五位下・修理亮。大和新庄藩桑山家4代。

## 生涯
慶長16年（1611年）、2代藩主・桑山一直の長男として駿河国にて誕生。寛永13年（1636年）、父の死去により家督を継ぐ。
寛永14年（1637年）、本多政武が改易された後、高取城番を務めた。延宝5年（1677年）8月22日、長男・一尹に家督を譲って隠居する。
しかしその一尹の代に桑山氏は改易され、一尹は天和3年（1683年）に先立って早世する。そのような悲劇の中で、息子の後を追うように天和4年（1684年）2月1日に死去した。享年74。

## 系譜
- 父：桑山一直（1578-1636）
- 母：佐久間安政の娘
- 正室：仙石忠政の娘
  - 長男：桑山一尹（1645-1683）
- 生母不明の子女
  - 次男：桑山一慶
  - 三男：桑山玄乃
  - 四男：桑山一英
  - 五男：桑山一規
  - 男子：桑山亮忠
  - 男子：桑山亮観
  - 女子：内藤忠通正室
  - 女子：河野通矩室
  - 女子：岡部行隆養女 - 堀直宥正室
  - 女子：設楽貞高室
  - 女子：源水院 - 日置忠明正室